# Гонтар Олександра Вадимівна
Олександра Вадимівна Гонтар (нар. 11 серпня 1995, Кіровоград, Україна) — українська журналістка, ведуча, поетеса, сценаристка у програмі «#@)₴?$0» з Майклом Щуром та в інших проектах «Телебачення Торонто».

## Життєпис
Олександра Гонтар народилася 11 серпня 1995 року в Кіровограді (нині — Кропивницькому). Закінчила Центральноукраїнський державний педагогічний університет імені Володимира Винниченка. Працювала журналісткою на місцевому телеканалі у Кропивницькому, на сайті «Еспресо». Була учасницею телепрограми «Розсміши коміка».
У 2021 році стала одним із облич інформаційної кампанії про безпеку на дорогах «Пристібай, кого любиш» від Центру демократії та верховенства права і The Ukrainians.
Одружена з музикантом Сергієм Гусаком (відомим як Ницо Потворно). Саша Гонтар і Ницо Потворно випустили спільний трек «Моя слина на тобі».
Олександрі Гонтар близькі феміністичні погляди.

## Поезія
У 2019 році написала збірку гумористичної поезії «Жери землю», що складалася із шести розділів і яка вийшла у видавництві Люта справа. Збірка містить сотню віршів, що згруповані за тематикою. Окремі поезії зі збірки Саша Гонтар читала на таких відомих творчих майданчиках, як «Мистецький арсенал» у Києві та фестиваль «Бандерштат» у Луцьку.